# Białoruski Dom w Warszawie
Białoruski Dom w Warszawie (biał. Беларускі Дом у Варшаве) – istniejąca od 2012 roku fundacja wspierająca inicjatywy obywatelskie, niezależne media oraz kulturę białoruską i działania na rzecz demokratyzacji Białorusi.
Inicjatywa utworzenia Białoruskiego Domu sięga roku 2010, gdy po wyborach prezydenckich mieszkańcy Białorusi protestowali przeciwko fałszerstwom wyborczym. Białoruski Dom został założony wspólnie przez przedstawicieli Ruchu „O Wolność” oraz Europejskiej Białorusi, którzy znaleźli się na emigracji politycznej w Polsce. Jego pierwotna siedziba znajdowała się przy ul. Wiejskiej. Od września 2020 Białoruski Dom działa w budynku przy ul. Krynicznej 6 na warszawskiej Saskiej Kępie – nowa siedziba ma służyć inicjatywom białoruskim przez minimum 10 lat. Klucze do przedwojennej willi zaprojektowanej przez Lucjana Korngolda odebrała Swiatłana Cichanouska.
Od 28 lutego 2022 przy Domu Białoruskim działa Centrum Pomocy Ochotnikom Walczącym o Ukrainę.
W 2022 roku Instagram organizacji został uznany na Białorusi za materiał ekstremistyczny, a sama organizacja została uznana za grupę ekstremistyczną.